# Arpitaanse Beweging
De Arpitaanse Beweging (Arpitaans: Mouvament Arpetania) wijst het geheel van de Franse, Italiaanse en Zwitserse politieke bewegingen aan die het bestaan van een Arpitaanse identiteit en van Arpitanië eisen en/of die de Arpitaanse taal en cultuur verdedigen. De Arpitaanse beweging heeft zich nooit omgevormd tot een feitelijke politieke partij, waardoor het tot heden nooit deelnam aan verkiezingen. De politicus Joseph Henriet is sinds 1970 het boegbeeld van de beweging, hoewel hij in 1976 officieel aftrad als politiek leider.

## Geschiedenis

### Historische context
In het Alpengebied tussen de Povlakte en de Rhônevallei ontstond gedurende de prehistorie en de oudheid, dankzij de interne handel tussen de Alpijnse volkeren, zeer geleidelijk een ware Alpijnse beschaving met dezelfde taal, cultuur, heidense religie en dito landbouw-, wapen- en kunsttechnieken. Dit historisch, cultureel, taalkundig en etnisch gebied is men Arpitanië gaan noemen.
Ook na de romanisering door de Romeinen en later de Rooms-Katholieke Kerk, behouden de volkeren in Arpitanië middels de nieuw gevormde Arpitaanse taal en de interne handel en contacten nog altijd een taalkundig en cultureel verwantschap. Nadat het gebied lange tijd grotendeels gezamenlijk toebehoorde aan het hertogdom Savoye en vervolgens het koninkrijk Sardinië, is de etnische regio Arpitanië hedendaags opgesplitst tussen Frankrijk, Italië en Zwitserland.

### Het ontstaan van de Arpitaanse Beweging
In 1970 vond de oprichting plaats van de Action de Libération des Populations Alpine (Nederlands: Bevrijdingsactie van de Alpenvolkeren), beter bekend onder de afkorting ALPA. Het oorspronkelijke doel van de beweging was afsplitsing van de regio Valle d'Aosta van de Italiaanse Republiek en het volkenkundig streven om alle Alpijnse volkeren binnen het traditioneel Franstalig taalgebied rondom de Mont Blanc te verenigen in één alpenstaat. ALPA kan daarmee worden gezien als de eerste aanzet tot een politieke Arpitaanse beweging.
Op Europees niveau was de nieuwe beweging ALPA in september 1973 aanwezig op een internationaal congres te Leuven (België). Op dit congres waren diverse bewegingen vertegenwoordigd, die allen streefden naar maximale autonomie voor de volkeren en regio's in Europa, waaronder de Baskische ETA, de Noord-Ierse IRA, de Sardijnse SNI, maar ook een bescheiden beweging van Roberto Gremmo, die in 1977 zou uitgroeien tot de Arnàssita Piémontaise-beweging in Piëmont. Men besprak hier onderling de heroriëntatie van de Europese Unie, die op dat moment naar hun mening te veel is beïnvloed door haar economische oorsprong, te veel de nadruk legt op centralisatie en daarmee een bedreiging vormt jegens etnische en regionale minderheden in Europa. Als alternatieve oplossing werkte men aan een voorstel voor een federaal Europa van etnische regio's.
In Leuven ontstond daarmee toen het bewustzijn dat het volk in Valle d'Aosta op cultuurhistorische gronden noch behoort tot een Franse etniciteit, noch tot de Italiaanse, maar het zelf een eigen sociaal-culturele identiteit bezit dat ze tevens verbindt met de andere Alpijnse volkeren rondom de Mont Blanc, met als voornaamste kenmerk de Arpitaanse taal. De beweging stelde een etnische ideologie vast en besloot zich niet meer te richten tot de Franssprekende minderheid in het Aostadal, maar tot het volk dat toebehoort aan de Arpitaanse natie in de Italiaanse provincie. Na een congrès voor de eigen achterban in Gignod, maakte de beweging ALPA in december 1973 plaats voor de nieuwe beweging Harpitanya Etnocrateka Libra (HEL).

### De bewogen jaren 70 in Valle d'Aosta

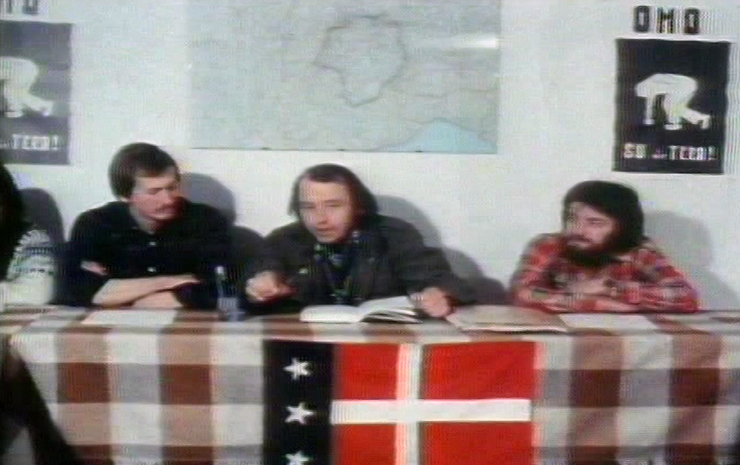
Toenmalig politiek leider Pierre Daudry tijdens een persconferentie van de Arpitaanse Beweging in 1976.

In december 1973 werd te Gignod de Arpitaanse beweging Harpitanya Etnocrateka Libra (HEL) opgericht. Het boek Harpeitanya van Edur Kar uit juni 1972 gaf de leden onder meer aanleiding tot de oprichting van een beweging voor de Arpitaanse natie. De beweging richtte zich voor aanhang vooral op jongeren. Zij waren een belangrijke motor van de politieke en culturele vernieuwing die in de jaren zeventig het Valle d'Aosta veranderde. De beweging was vooral zichtbaar door het provoceren van gevestigde autoriteiten. De Arpitaanse beweging was onder meer zichtbaar aanwezig met op de muren bekladde politieke boodschappen. Bekende slogans van de beweging waren: Homo, sur de tèrra (Mens, sta op!), Val d'Aohta Libra (Valle d'Aosta onafhankelijk), Liberaxon (Vrijheid) of Ethnokratia (Ethnocratie). Inhoudelijk was HEL vooral bezig door een veelheid van, toen nieuwe, maatschappelijke vraagstukken aan de orde te stellen. Ook in de spelling waarmee de leden van de Arpitaanse beweging hun arpitaanse variëteiten schriftelijk weergaven, werd opzettelijk afgezet tegen het Frans en Italiaans. Er werd gekozen voor het gebruik van symbolen uit het het Latijns alfabet die in het Arpitaans alfabet opzettelijk niet altijd dezelfde waarde hadden als in het Franse of Italiaanse alfabet. Vernieuwend in deze alternatieve, fonetische spelling van de Arpitaanse beweging was dat bijvoorbeeld de stemloze velaire plosief [k] werd geschreven met een K, de stemloze glottale fricatief met een H en de stemloze postalveolaire fricatief [ʃ] met de letter X werd weergeven, naar model van het Baskisch alfabet.
Muziek was in deze beweging ook een belangrijk element om het Arpitaans gedachtegoed uit te dragen. Mede dankzij de zanger Luigi Fosson, beter onder de artiestennaam Luis de Jaryot, kende de beweging dankzij liedjes als Trente an d'otonomia (30 jaar autonomie), La Tera (De aarde), La novela de Jan Kapon (Het nieuws van Jean Capon), Canson Droola (Grappig lied) ook extra aandacht onder een breed publiek. Eveneens, om aan te tonen dat het Arpitaans geen achterhaalde taal uit het verleden was, werden enkele teksten vertaald uit het Rode Boekje uit 1964 van Mao Zedong. Het betrof twee bekende passages naar De you vegnon les idò jeuste? (Waar komen de juiste ideeën vandaan?) en De la prateka (Over de praktijk). Met de Parti Populero Harpitanya (Volkspartij Arpitanië) ontstond er in 1976 uit de Arpitaanse beweging een regionale politieke tak die zich met name richt op de Arpitaanssprekenden in het Aostadal. De partij presenteerde zich echter niet bij de Regionale verkiezingen van 1978 in Valle d'Aosta. In 1977 ontstond de KUHR, de Klub Universiteiro Harpitan de Recerca (Universitaire Arpitaanse club voor Onderzoek) voor Valdostaanse studenten aan de Universiteit van Turijn, maar kende weinig succes.

### De jaren 90 met de Lega Nord
Vanaf 1993 gingen voormalige leden van de Arpitaanse beweging een verregaande samenwerking aan met de Lega Nord, een Italiaanse separatistische partij die het gehele noorden van Italië wilde afscheiden van de rest van het land, en er een onafhankelijke staat Padanië van wilde maken. Om dit te realiseren nodigde de politicus Umberto Bossi alle afscheidingsbewegingen uit, waaronder de Arpitaanse beweging, om zich gezamenlijk te groeperen binnen de Lega Nord. Zodoende keerde voorman Joseph Henriet in 1993 terug in de politiek als lid van de Lega Nord. Hij werd er voorzitter van de Ligue Valdotaine, de Valdostaanse afdeling van de partij. De Ligue Valdotaine kreeg daarbij de vrijheid om wederom te werken aan het project voor een zo groot mogelijke onafhankelijkheid voor Arpitanië, dat vervolgens zou gaan samenwerken met Padanië. Ook werd er gezocht naar een internationale samenwerking met de Ligue Savoisienne, een Franse separatistische beweging uit de nabijgelegen arpitaanstalige streek Savoye. De Savoyse partijvoorzitter Patrice Abeille was belangstellend, maar durfde de samenwerking met de Ligue Valdotaine echter niet aan, ter oorzake van de reputatie van de populistische Lega Nord. Bij de Italiaanse parlementsverkiezingen 1996 was Henriet kandidaat namens de Lega Nord in Valle d'Aosta, waar hij 9,67% van de stemmen kreeg. Dit bleek niet voldoende om Valle d'Aosta te vertegenwoordigen in de Senaat. Onder de naam Lega Nord - Val d'Aohta Libra (Noordelijke Liga - Valle d'Aosta onafhankelijk) behaalde de arpitaansgetinte partij tijdens de Regionale verkiezingen van 1998 in Valle d'Aosta slechts 3,39% van de stemmen, waarna Henriet binnen de partij afscheid nam als voorzitter en verderging als politiek secretaris. Het Arpitaans gedachtegoed bleef onderdeel van de partij tot 2001, totdat de Lega Nord zich xenofoob ging opstellen en Henriet zich terug trok.
Enkele bewegingen bestaan heden nog maar leiden een veelal sluimerend bestaan. In de radicaal-linkse hoek werd er zelfs in 2010 in Frankrijk kortdurend een Arpitaanse tak opgericht van de actiegroep Anti-Fascistische Aktie (AFA), maar deze groep hield zich niet bezig met het arpitanisme als stroming. In december 2013 werd in Susa te Piëmont een politiek handvest bediscussieerd door meerdere subgroepen van de Arpitaanse Beweging. In mei 2014 stond de politica Zeudi Zoso namens de Valdostaanse tak van de Arpitaanse Beweging op de kandidatenlijst van de Lega Nord voor de Europese Parlementsverkiezingen 2014. Gezien de reputatie van de Lega Nord en haar Europese samenwerking met de Frans-nationalistische Front National van Marine Le Pen die zich meerdere malen negatief geuit heeft over onderwerpen als het regionalisme, federalisme en de politieke en culturele erkenning van de autochtone etnisch-culturele minderheden, heeft Zeudi Zoso voor de Europese Parlementsverkiezingen echter niet de absolute steun van de Arpitaanse gemeenschap. De Piëmontese tak van de Arpitaanse beweging neemt in april 2014 zelfs openlijk afstand van Zoso's kandidatuur. De Savoyaardse leden van de Arpitaanse beweging beslisten geen eigen kandidaat te laten opkomen, maar Laurent Blondaz van de regionalistische partij R&PS informeel te steunen, omdat deze bescheiden partij aangaf zich in te zetten voor de arpitaanse taal en tevens voorstander te zijn van een trans-nationale euregio Arpitanië. In het kiesdistrict Noord-West Italië, kreeg de Lega Nord 11,71% van de stemmen, wat geen zetel opleverde voor Zoso omdat ze niet hoog genoeg geplaatst was op de kandidatenlijst om uiteindelijk in aanmerking te komen voor een zetel. In het kiesdistrict Zuid-Oost Frankrijk, behaalde de R&PS enkel 0,75% (24.920 stemmen) van de uitgebrachte stemmen, hetgeen evenmin geen volksvertegenwoordiger voor de Arpitaanse taal en cultuur in het Europees Parlement opleverde.

## Documentaire
De Italiaanse antropologe, schrijfster en documentairemaakster Christiane Dunoyer (1972) maakte in 2012 de documentaire Harpitanya, la ferveur d'une idée. Met deze documentaire trachtte Dunoyer een beeld te geven van de Arpitaanse Beweging in de jaren 70 en de impact van deze beweging op de politiek en maatschappij in Valle d'Aosta. In 2012 werd de documentaire op een dvd uitgebracht, met een bijbehorende cd-rom waarop meer informatie en krantenartikels zijn terug te vinden. De documentaire werd voor het eerst vertoond op 18 februari 2012 in Ayas. Wegens de grote belangstelling in Catalonië, werd de film tevens op 30 november 2012 eenmalig vertoond in Barcelona.